# Bar Kuk
Bar Kuk (persiska: بر کوک) är en ort i Iran.   Den ligger i provinsen Khorasan, i den östra delen av landet, 800 km öster om huvudstaden Teheran. Bar Kuk ligger 1 819 meter över havet och antalet invånare är 575.
Terrängen runt Bar Kuk är lite kuperad. Runt Bar Kuk är det glesbefolkat, med 12 invånare per kvadratkilometer. Närmaste större samhälle är Khoshk, 5,9 km norr om Bar Kuk. Omgivningarna runt Bar Kuk är i huvudsak ett öppet busklandskap.